# George Schnéevoigt
Frits Ernst Georg 'George' Schnéevoigt (født Fischer 23. december 1893 i København, død 5. februar 1961 i København) var en dansk filminstruktør og filmfotograf.

## Baggrund
Schnéevoigt var søn af den danske artist Hermann Friedrich Fischer og den finske kunstfotograf Siri Alina Schnéevoigt i København. Da forældrene blev skilt, flyttede han med moderen til Berlin og fik samtidig hendes efternavn. Han blev først uddannet fotograf, men han var meget teaterinteresseret og kastede sig derfor over skuespillerfaget. Som 19-årig fik han debut på det berlinske teater Neues Schauspielhaus, og her mødte han også sin kommende hustru, Tilly von Kaulbach.

## Karriere
I 1914 rejste parret til København, hvor de etablerede et filmselskab, Kaulbach Kunstfilm. Sammen skabte de en række film, men fik dog ikke særlig succes. I en række af disse film havde Schnéevoigt flere funktioner, blandt andet i En gartnerdreng søges, hvor han både var instruktør, skuespiller og fotograf samt skrev manuskript. Senere blev Schnéevoigt ansat på Nordisk Film, hvor han kom til at arbejde sammen med Carl Th. Dreyer som fotograf på film som Blade af Satans Bog og Du skal ære din hustru. Han kom snart igen til selv at instruere film, og han havde held til at foretage springet til tonefilm.
George Schnéevoigt kom til at instruere en række markante film som Præsten i Vejlby (1931), den første danske tonefilm, Hotel Paradis (1931), Skal vi vædde en million? (1932), Odds 777 (1932) og Nøddebo Præstegård (1934). Hans sidste film blev Alle mand på dæk (1942).

## Filmografi
- Dødsklokken - 1914
- Grubeejerens Død - 1916
- Præsteenken - 1921
- Blade af Satans bog - 1921
- Der var engang - 1922
- Du skal ære din hustru - 1925
- Baldevins bryllup – 1926
- Cafe X - 1928
- Eskimo – 1930
- Præsten i Vejlby – 1931
- Hotel Paradis – 1931
- Skal vi vædde en million? – 1932
- Kirke og orgel – 1932
- Tretten år – 1932
- Odds 777 – 1932
- Nyhavn 17 – 1933
- Tango – 1933
- De blaa drenge – 1933
- Kobberbryllup – 1933
- Lynet – 1934
- Nøddebo Præstegård – 1934
- Rasmines bryllup – 1935
- Fredløs - 1935
- Sjette trækning – 1936
- Lajla – 1937
- Champagnegaloppen – 1938
- Cirkus – 1939
- Jeg har elsket og levet – 1940
- Tordenskjold går i land – 1942
- Alle mand på dæk – 1942